# Hypoptychidae
Hypoptychidae – rodzina ryb ciernikokształtnych (Gasterosteiformes).

## Klasyfikacja
Rodzaje zaliczane do tej rodziny:
Aulichthys - Hypoptychus